# Banco de Vasconia
El Banco de Vasconia era uno de los bancos regionales, filial del Banco Popular Español. Cotizaba en el Mercado Continuo de las Bolsas de Madrid, Barcelona y Bilbao. 
El Banco de Vasconia estaba controlado por el Banco Popular Español e integrado en la estructura de su grupo, compartiendo con este banco y con el resto de sociedades del grupo, la dirección y gestión, así como numerosos servicios comunes. 
Sin embargo, el Banco Popular mantuvo al Banco de Vasconia como entidad jurídica independiente y como marca comercial en el norte de España. El área de implantación del Banco era la región de Navarra donde fue fundado, las vecinas regiones del País Vasco, La Rioja y también Madrid. 
En 2005 el Banco de Vasconia contaba con una red de 130 sucursales.

## Historia
La compañía fue fundada en 1901 bajo la denominación de La Vasconia Seguros y Reaseguros, S.A., siendo originalmente una compañía aseguradora, especializada en seguros contra incendios. En 1906 reorientó su actividad hacia la banca y se constituyó como La Vasconia, Sociedad Anónima de Banca y Crédito. Hacia 1910 la compañía había cubierto su transformación en un banco habiendo liquidado sus operaciones de seguros.
Desde su primera oficina bancaria abierta en Pamplona en 1908, La Vasconia fue creciendo hasta llegar a poseer 21 sucursales bancarias en 1953, estando todas ella localizada en la región de Navarra, donde se consolidó como uno de los bancos locales de referencia.
En 1953 La Vasconia fue adquirida por otro banco local, el Banco de Crédito Navarro, que a su vez sería posteriormente absorbido en 1972 por el Banco Central. La Vasconia estuvo bajo control del Crédito Navarro entre 1953 y 1962, cuando fue vendido al Banco Popular Español. En el momento de su adquisición en 1962 por el Banco Popular, la red de oficinas de La Vasconia se había visto reducida de 21 a 9, al ser cedidas estas al Crédito Navarro.
El Banco Popular Español fue el artífice de la expansión de La Vasconia, siendo uno de los bancos regionales que adquirió por aquella época y que contribuyó a potenciar. En 1966 pasó a llamarse Banco de La Vasconia y en 1975 adquirió su actual denominación de Banco de Vasconia.
El día 25 de septiembre de 2008 el consejo de administración del Banco Popular tomó la decisión de absorber el Banco de Vasconia.
- Datos: Q4890168